# Ouaouzgane
Ouaouzgane  (in arabo ووزكان‎?) è un centro abitato e comune rurale del Marocco situato nella provincia di Chefchaouen, regione di Tangeri-Tetouan-Al Hoceima. Conta una popolazione di 16 772 abitanti (censimento 2014).